# Скандербег
Георгій Кастріоті (6 травня 1405 — 17 січня 1468), відомий як Скандербег (алб. Gjergj Kastrioti Skënderbeu, лат. Georgius Castriotus Scanderbegh, тур. İskender Bey, що означає «Пан Олександр») — албанський князь, вождь антиосманського повстання, національний герой Албанії, оспіваний у піснях.
Служив у османській армії, але згодом почав війну за незалежність Албанії. Був мусульманином, проте повернувся до християнства. У багатьох битвах проявляв неабияку мужність, за що османи назвали його Іскандер, тобто — Александр (ім'я Александра Македонського завжди було на Сході синонімом героя). Шолом Скандербега зображений на сучасному гербі Албанії.

## Життєпис
.

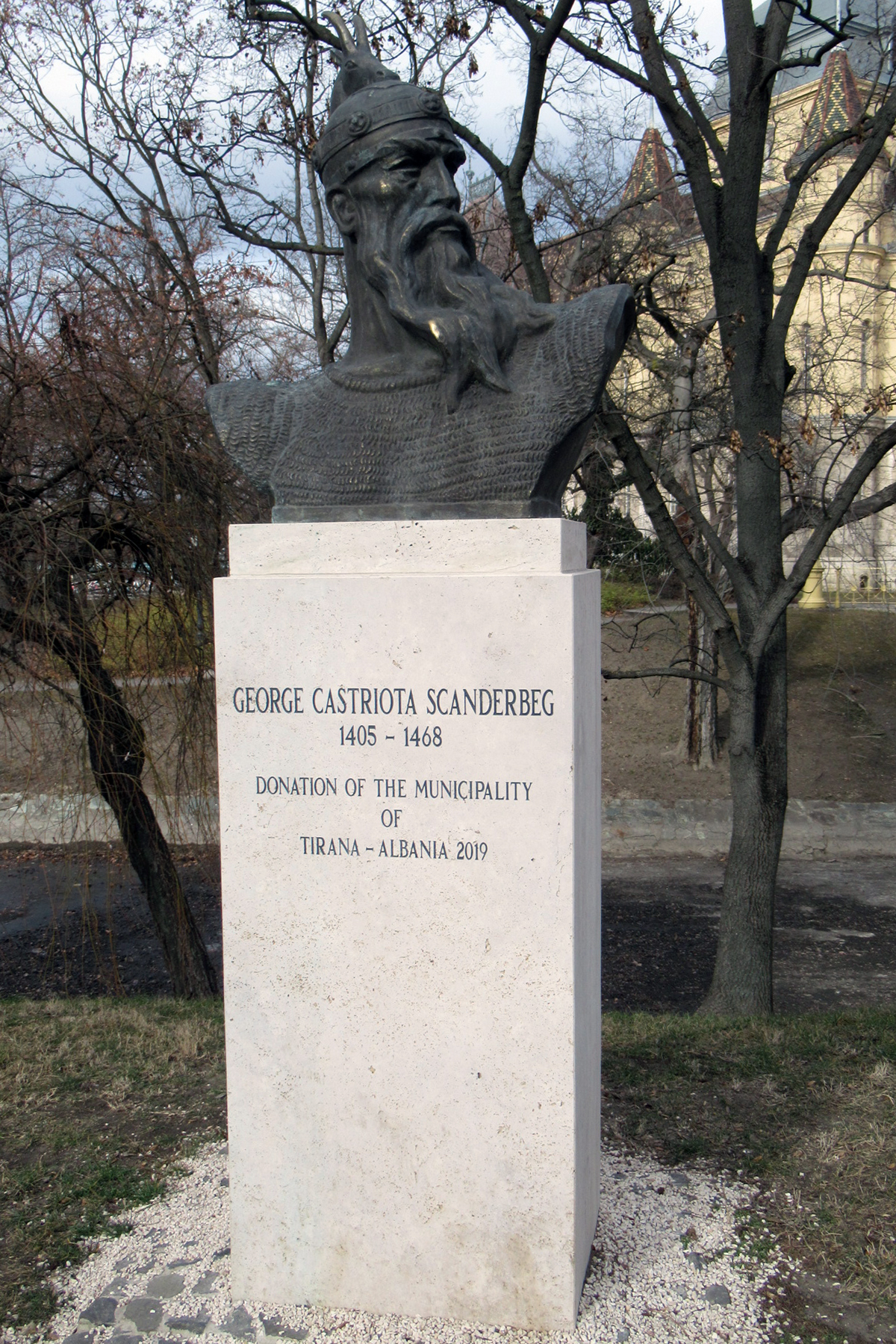
Погруддя Скандербега в Міському парку Будапешта

Народився в сім'ї албанського князя-католика Гьона (Івана) Кастріоті та знатної сербки Воісави. Його в дитинстві віддали султанові Мураду II як заручника. Там він прийняв іслам та став відомий під ім'ям Іскандер-бей або в албанській вимові Скандербег і прославився у битвах за Османську імперію. Під його керівництвом була кавалерія з 5000 османських вершників.
1443 року Скандербег, що повернувся на батьківщину, підняв повстання в Албанії і, проголошений албанськими старшинами вождем албанців, розбив османів на Чорному Дрині, а потім, уклавши союз із Угорщиною, примусив Мурада II зняти облогу з албанського міста Круї. У листопаді 1443 він був оголошений главою князівства Кастріоті.
Коли у його сім'ї відібрали родовий маєток в Круї, Скандербег зрікся мусульманства. 1444 року уклав військово-політичний союз із Венецією та вождями різних племен («Ліга Лежі»), після чого, маючи в своєму розпорядженні невеликий кавалерійський загін, що базувався в Круї, він розгорнув партизанську війну в Північній Албанії.
Завдавши поразки військам Османської імперії в 1449 і 1451 роках, Скандербег був визнаний (1461 рік) султаном Мехмедом II як правитель Албанії.
З не меншим успіхом Кастріоті чинив опір султанові Мехмеду II і навіть після здобуття Константинополя османами 1453 року уклав вигідний для Албанії мир.
Неаполітанський король Фердинанд надав йому титул герцога Сан-П'єтро як нагороду за допомогу проти герцога Анжуйського. 1463 року Кастріоті розірвав, за благословенням папи римського Пія II, мир з османами і знову завдав їм кілька досить відчутних поразок у ході Першої османсько-венеційської війни (1463—1479). Мехмед II готувався вислати проти нього всі свої сили, але Кастріоті помер, ймовірно від малярії в контрольованій венеційцями Лежі. Невдовзі після смерті Скандербега османи підкорили албанські землі, які далі перебували у складі Османської імперії кілька століть.
Нащадки Кастріоті знайшли прихисток у Неаполітанському королівстві, де отримали феодальні володіння.